# Turisas2013
«Turisas2013» — четвертий студійний альбом фінського вікінг-метал-гурту Turisas. У Фінляндії реліз відбувся 21 серпня 2013. В ЄС альбом вийшов 26 серпня, в Британії — 2 вересня, в США та Канаді — 3 вересня.

## Список композицій
Автор слів Матіас Нюгор,, автор музики Turisas. 
| #  | Назва                                         | Тривалість |
| -- | --------------------------------------------- | ---------- |
| 1. | «For Your Own Good»                           | 4:34       |
| 2. | «Ten More Miles»                              | 4:16       |
| 3. | «Piece by Piece»                              | 5:37       |
| 4. | «Into the Free»                               | 3:50       |
| 5. | «Run Bhang-Eater, Run!»                       | 4:43       |
| 6. | «Greek Fire»                                  | 5:00       |
| 7. | «The Days Passed»                             | 4:33       |
| 8. | «No Good Story Ever Starts With Drinking Tea» | 2:51       |
| 9. | «We Ride Together»                            | 6:33       |

## Учасники запису
- Матіас "Warlord" Нюгор — вокал, ударні
- Юссі Вікстрьом — електрогітара, акустичні гітари
- Оллі Вянска — скрипка
- Джеспер Анастасіадіс — бас-гітара
- Яакко Якку — ударні
- Нетта Ског — акордеон
- Роберт Енгстранд — клавішні

## Чарти
| Чарт (2013)          | Місце |
| -------------------- | ----- |
| Finnish Albums Chart | 9     |
| German Albums Chart  | 87    |